# Championnat des Seychelles de football 2004
Navigation
Saison précédente Saison suivante
La saison 2004 de Barclays First Division est la vingt-cinquième édition de la première division seychelloise. Les dix meilleures équipes du pays s'affrontent en matchs aller et retour au sein d'une poule unique. À la fin du championnat, le dernier du classement est relégué et remplacé par la meilleure équipe de deuxième division, et l'avant-dernier affronte le second de D2, lors d'un barrage.
C'est le club de La Passe FC qui a été sacré champion des Seychelles pour la deuxième fois de son histoire. Le club termine en tête du classement final du championnat, avec sept points d'avance sur Saint-Louis FC et vingt-deux sur le tenant du titre Saint Michel United FC.
La Passe FC se qualifie pour la Ligue des champions de la CAF 2005.

## Les équipes participantes
| - La Passe FC - Saint-Louis FC - Red Star FC - Anse Réunion FC - Light Stars FC | - Saint Michel United FC - Sunshine SC - Seychelles Marketing Board - Promu de D2 - Northern Dynamo (Glacis) - Plaisance FC |

## Classement
Le classement est établi sur le barème de points classique (victoire à 3 points, match nul à 1, défaite à 0).
| Rang | Équipe                      | Pts | J  | G  | N | P  | Bp | Bc  | Diff |
| ---- | --------------------------- | --- | -- | -- | - | -- | -- | --- | ---- |
| 1    | La Passe FC                 | 43  | 18 | 13 | 4 | 1  | 55 | 9   | +46  |
| 2    | Saint-Louis FC              | 36  | 18 | 11 | 3 | 4  | 47 | 24  | +23  |
| 3    | Red Star FCC                | 34  | 18 | 11 | 1 | 6  | 42 | 18  | +24  |
| 4    | Anse Réunion FC             | 28  | 17 | 7  | 7 | 3  | 33 | 17  | +16  |
| 5    | Light Stars FC              | 26  | 18 | 8  | 2 | 8  | 28 | 29  | -1   |
| 6    | Saint-Michel UnitedT        | 21  | 18 | 5  | 6 | 7  | 24 | 19  | +5   |
| 7    | Sunshine SC                 | 21  | 17 | 6  | 3 | 8  | 23 | 25  | -2   |
| 8    | Seychelles Marketing BoardP | 19  | 18 | 4  | 7 | 7  | 20 | 20  | 0    |
| 9    | Northern Dynamo (Glacis)    | 17  | 18 | 4  | 5 | 9  | 24 | 30  | -6   |
| 10   | Plaisance FC                | 3   | 18 | 1  | 0 | 17 | 9  | 114 | -105 |

| Légende : Qualifications et relégations | Légende : Qualifications et relégations                                                     |
| --------------------------------------- | ------------------------------------------------------------------------------------------- |
|                                         | Qualification pour la Ligue des champions de la CAF 2005                                    |
|                                         | Qualification pour la Coupe de la confédération 2005                                        |
|                                         | Participation au barrage Promotion/Relégation                                               |
|                                         | Relégation directe en deuxième division                                                     |
|                                         | T : Tenant du titre P : Promu de deuxième division C : Vainqueur de la Coupe des Seychelles |

### Barrages Promotion/Relégation
L'avant-dernier de première division doit affronter le second de deuxième division pour une place en D1.
12 novembre 2004
- Northern Dynamo (Glacis) 0-3 Survivors (Praslin)

## Bilan de la saison
| Championnat des Seychelles de football 2004 |                          |
| Champion                                    | La Passe FC (2e titre)   |
| Coupes et trophées                          |                          |
| Vainqueur de la Coupe des Seychelles 2004   | Red Star FC              |
| Qualifications continentales                |                          |
| Ligue des champions de la CAF 2005          | La Passe FC              |
| Coupe de la confédération 2005              | Red Star FC              |
| Promotions et relégations                   |                          |
| Promus en Barclays First Division           | Baie Sainte Anne 96ers   |
| Promus en Barclays First Division           | Survivors (Praslin)      |
| Relégués en Second Division                 | Plaisance FC             |
| Relégués en Second Division                 | Northern Dynamo (Glacis) |